# Río Baïse
Para la ciudad china véase Baise
El río Baïse o Grande Baïse (en occitano Baisa) es un río de Francia, en la región de Mediodía-Pirineos. Nace en la meseta de Lannemezan, cerca de Capvern-les-Bains (Altos Pirineos). Desemboca en el río Garona por la izquierda a 26,25 m s. n. m., en Saint Léger-Montplaisir (Lot y Garona), cerca de Auguillon. Su longitud es de 188 km. Su cuenca tiene una extensión de 2910 km².
Su recorrido se desarrolla los departamentos de Altos Pirineos, Gers y Lot y Garona. Las ciudades más importantes de su curso son Mirande, Condom y Nérac.
Es navegable desde Valence-sur-Baïse hasta el Garona -65 km- gracias a los trabajos de recuperación que se llevaron a cabo entre 1988 y 1997. Antiguamente el tramo navegable alcanzaba Saint Jean-Poutge, un total de 84 km. Hay 21 esclusas, casi todas ellas automatizadas, y puertos fluviales, entre ellos Nérac y Vianne. Está sometido a crecidas y estiajes.

## Principales afluentes
- Petite Baïse
- Baïsole
- Gélise
- Auloue